# Pouilly-sur-Loire
Pouilly-sur-Loire é uma comuna francesa na região administrativa de Borgonha-Franco-Condado, no departamento Nièvre. Estende-se por uma área de 20,33 km². Em 2010 a comuna tinha 1 645 habitantes (densidade: 80,9 hab./km²).